# Мендьета, Карлос
Ка́рлос Мендье́та Монтефу́р (исп. Carlos Mendieta Montefur; 4 ноября 1873 — 27 сентября 1960) — кубинский политический, государственный и военный деятель. В Войне за независимость Кубы участвовал на стороне Мамби. В 1934—1935 годах был временным президентом Республики Куба. Находился в оппозиции к режиму Херардо Мачадо. При его президентстве женщины получили право голоса, была отменена так называемая поправка Платта, и заключено новое кубино-американское соглашение. Основатель «Партии национального единства» (1934 год).

## Биография
Родился на сахарном заводе 4 ноября 1873 года в Сан-Антонио-де-лас-Вуэльтас, Куба. В 1895 году учился на врача, но прервал обучение для участия в Войне за независимость Кубы, во время которой дослужился до звания полковника. В 1901 году возобновил обучение, но так никогда не работал по профессии.
В 1901 году вошёл в политику, став депутатом от Либеральной партии Кубы. Свой мандат он удерживал до 1923 года.
За сопротивлению режиму Мачадо был сначала заключён в тюрьму, а после — депортирован. В 1933 году после свержения «тропического фашиста» смог вернуться на Кубу.
В 1934 году стал президентом Кубы. Самым важным событием за год его пребывания на посту президента стала отмена поправки Платта. Поправка Платта была неоколониальным пережитком почти четырёхлетнего протектората США над Кубой (1899—1902 года). Ещё одним достижением его правительства стало одобрение женского голосования на выборах.
Впрочем, критики президента считали, что новый кубино-американский договор 1934 года лишь внешне изменил формы контроля США над Кубой, сохранив их сущность, а реальную власть на острове удерживал де-факто военный диктатор Фульхенсио Батиста. В 1935 году из-за продолжающихся в обществе волнений Мендьета был вынужден подать в отставку.
После президентского срока окончательно ушёл из политики и общественной деятельности, стал выращивать петухов и заботиться о растущей семье. Скончался в 86 лет 27 сентября 1960 года.